# USA-239
El USA-239, también conocido como GPS IIF-3 , GPS SVN-65 y Navstar-67 es un satélite de navegación estadounidense que forma parte del Sistema de posicionamiento global . Fue el tercero de los doce satélites Block IIF que se lanzaron.
Construido por Boeing y lanzado por United Launch Alliance , USA-239 se lanzó a las 12:10 UTC del 4 de octubre de 2012, sobre un cohete portador Delta IV , número de vuelo D361, volando en la configuración Media + (4,2).